# 11 episodios sinfónicos
11 episodios sinfónicos es un disco en vivo grabado por Gustavo Cerati en el teatro Avenida de Buenos Aires, en agosto de 2001. El concierto consistió en Cerati cantando y Alejandro Terán (quien realizó los arreglos de los temas) en la dirección de la orquesta. En 2003 se lanzó un DVD con cuatro canciones adicionales que no estaban incluidas en el CD e incluye una sección denominada "detrás de las cámaras", un documental y extras. Incluye la mezcla en sonido envolvente 5.1 del concierto.
Destacan las versiones de «Verbo carne» y «Un millón de años luz», por la complejidad y fidelidad con las que fueron adaptadas para ser ejecutadas por la sinfónica. Pero probablemente el tema más aclamado de esta producción es «Corazón delator», que en opinión de muchos -y del propio Cerati- supera a la versión original de Soda Stereo (de su álbum Doble vida de 1988).

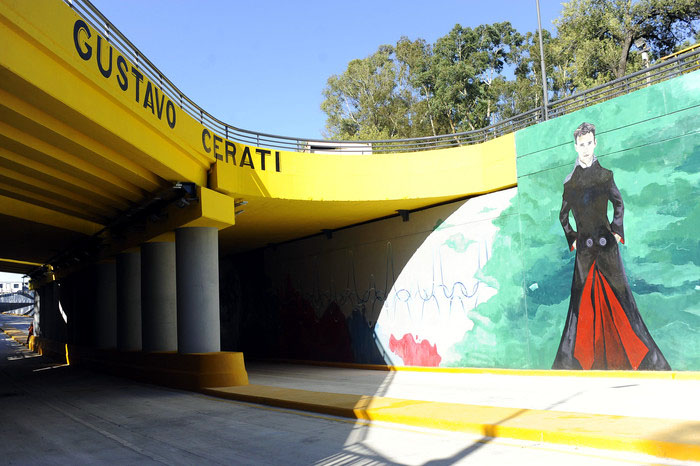
Mural inspirado en la portada del álbum, junto a un paso bajo nivel en Buenos Aires.

## Agradecimiento
Cerati: "Mi especial agradecimiento a Diego Sáenz, mentor de esta idea, por su pasión e insistencia todos estos años, a Ale Terán, con quien siempre nos embarcamos en proyectos locos, ambiciosos y felices.
A Germán Sáez, Diego Blanco, Afo Verde, Sergio Obeid, Enrique Klein, los fans que asistieron a este inolvidable concierto y a todos aquellos que contribuyeron directa o indirectamente para que esto sea posible"

## Lista de canciones
| N.º   | Título                  | Escritor(es)                      | Duración |  |
| 1.    | «Canción animal»        | Cerati - Melero                   | 5:32     |  |
| 2.    | «Bocanada»              | Cerati - Pablo Chaijale           | 4:01     |  |
| 3.    | «Corazón delator»       | Cerati                            | 6:22     |  |
| 4.    | «El rito»               | Cerati                            | 6:51     |  |
| 5.    | «A merced»              | Cerati                            | 2:33     |  |
| 6.    | «Raíz»                  | Cerati                            | 4:12     |  |
| 7.    | «Sweet sahumerio»       | Cerati - Bosio - Alberti - Melero | 6:40     |  |
| 8.    | «Persiana americana»    | Cerati - Jorge Antonio Daffunchio | 6:52     |  |
| 9.    | «Verbo carne»           | Cerati                            | 3:55     |  |
| 10.   | «Un millón de años luz» | Cerati - Bosio - Alberti          | 5:19     |  |
| 11.   | «Signos»                | Cerati                            | 5:36     |  |
| 57:53 |                         |                                   |          |  |

## Canciones extras que incluye el DVD
- «Pasos» (demo)
- «Fue» (Audio en vivo)
- «Lisa (Audio en vivo)
- «Hombre al agua» (Audio en vivo)